# Catalogo delle opere della Galleria Spada
Segue un elenco esaustivo (ma comunque incompleto) dei dipinti, delle sculture e delle opere antiche della Galleria Spada di Roma.

## Elenco

### Sculture e elementi d'arredo
| Immagine | Titolo                                  | Autore                              | Data        | Dimensioni      | Tecnica e supporto                                 | N. inventario | Note |
| -------- | --------------------------------------- | ----------------------------------- | ----------- | --------------- | -------------------------------------------------- | ------------- | --- |
|          | Amor sacro che sconfigge l'Amor profano | Francois Duquesnoy                  | 1630        |                 | rilievo in marmo bianco                            |               | |
|          | Ritratto di Orazio Spada                | Alessandro Algardi                  | 1640-1645   |                 | marmo                                              |               | |
|          | Annunciazione                           | Anonimo seguace di Giacomo Del Duca | 1550 ca.    | 60 × 40 cm      | rilievo in marmo bianco                            | GS 399        | già in collezione Veralli                                                                                      |
|          | Busto di Laoconte                       | Gian Lorenzo Bernini                | XVII secolo | h. 50 cm        | marmo                                              | GS 343        | |
|          | Amorino dormiente                       | ambito romano                       | XVII secolo | 20 × 42 cm      | marmo bianco                                       | GS 335        | |
|          | Il Sonno                                | Alessandro Algardi                  | 1637 ca.    | 60 × 58 × 90 cm | marmo (putto) e legno intagliato e dipinto (culla) | GS 346        | replica dell'opera dello stesso Algardi in marmo nero già in collezione Borghese e oggi nella Galleria omonima |
|          | Mappamondo celeste                      | Willem Blaeu                        | 1616 ca.    | 68 cm diam.     | ottone, carta e legno                              | GS 410        | |
|          | Mappamondo terrestre                    | Willem Blaeu                        | 1622 ca.    | 68 cm diam.     | ottone, carta e legno                              | GS 411        | |

### Dipinti
| Immagine                           | Titolo                                                                             | Autore                                        | Data              | Dimensioni       | Tecnica e supporto                | N. inventario | Note |
| ---------------------------------- | ---------------------------------------------------------------------------------- | --------------------------------------------- | ----------------- | ---------------- | --------------------------------- | ------------- | --- |
|                                    | Ritratto di gentiluomo che legge una lettera                                       | Jacopino del Conte                            | 1550-1560         | 112 × 87,8 cm    | olio su tela                      | GS 145        | |
|                                    | Sacra Famiglia                                                                     | Nicolò Circignani                             | 1550-1599         |                  | olio su tavola                    |               | copia del dipinto di Perin del Vaga oggi alla National Gallery di Victoria                                                                       |
|                                    | Ritratto di cardinale                                                              | Girolamo Siciolante da Sermoneta              | 1550              | 97,7 × 87,4 cm   | olio su tela                      |               | |
|                                    | San Sebastiano                                                                     | Fiorenzo di Lorenzo                           | 1475-1476         | 73,3 × 47 cm     | tempera su tavola                 | GS 60         | già in collezione Veralli |
|                                    | Ritratto virile                                                                    | Hans Dürer                                    | 1511              | 41 × 34,5 cm     | olio su tavola                    | GS 196        | |
|                                    | Madonna con Bambino                                                                | Anonimo umbro sec. XVI                        | 1500-1524         | 60 cm diam.      | olio su tavola tonda              |               | |
|                                    | San Francesco d'Assisi in preghiera                                                | Antonio Circignani                            | 1580-1610         |                  | olio su tela                      |               | in deposito presso i locali del palazzo occupati dal Consiglio di Stato                                                                          |
|                                    | San Francesco d'Assisi sorretto da due angeli                                      | Orsola Maddalena Caccia                       | 1615-1620         | 114,5×85,5 cm    | olio su tela                      | GS 213        | |
|                                    | Ritratto di papa Giulio III                                                        | Girolamo Siciolante da Sermoneta              | 1550 ca.          | 89,5 × 64,5 cm   | olio su masonite                  | GS 40         | |
|                                    | San Pietro e san Paolo                                                             | Giovanni Baglione                             | 1606-1608         | 82 × 100 cm      | olio su tela                      | GS 259        | già in collezione Veralli |
|                                    | Sacra Famiglia con san Giovannino                                                  | Giuseppe Valeriano                            | 1560-1596         | 111 × 85 cm      | olio su tavola                    |               | |
|                                    | Sacra Famiglia                                                                     | Flaminio Allegrini                            | 1560-1596         | 103 × 73 cm      | olio su tavola                    |               | |
|                                    | Madonna con Bambino                                                                | Francesco Francia                             | 1500-1524         | 37,5 × 28,3 cm   | olio su tavola                    | GS 56         | |
|                                    | Madonna con Bambino e santa Maria Maddalena                                        | Francesco Francia                             | 1500-1524         |                  |                                   |               | |
|                                    | Madonna con Bambino                                                                | Anonimo                                       |                   | 36 × 28,5 cm     | olio su tela                      |               | copia del dipinto di Tiziano oggi al Museo Thyssen-Bornemisza di Madrid                                                                          |
|                                    | San Luca Evangelista                                                               | Amico Aspertini                               | 1510 ca.          | 199 × 77 cm      | tempera monocroma su tavola       | GS 107        | fronte della tavola |
|                                    | San Cristoforo                                                                     | Amico Aspertini                               | 1510 ca.          | 201 × 77 cm      | tempera su tavola                 | GS 107        | retro della tavola |
|                                    | Disputa di Gesù con i dottori del Tempio                                           | Anonimo                                       | 1500-1549         | 68,8 × 81,9 cm   | olio su tela                      |               | copia del dipinto di Bernardino Luini oggi alla National Gallery di Londra                                                                       |
|                                    | Sacra Famiglia con san Giovannino                                                  | Anonimo romano sec. XVI                       | 1585-1599         | 103,2 × 79,7 cm  | olio su tela                      |               | |
|                                    | Ritratto di papa Clemente VII                                                      | Anonimo romano sec. XVI                       | 1525-1599         |                  | olio su tavola                    |               | |
|                                    | Visitazione                                                                        | Cavalier d'Arpino                             | 1615-1620         | 39,5 × 50,5 cm   | olio su rame                      |               | |
|                                    | Tre teste                                                                          | Parmigianino                                  | 1535-1540         | 71 × 60 cm       | affresco staccato                 | GS 220        | |
|                                    | Ritratto di Baldassarre Castiglione                                                | Anonimo sec. XVI/ XVII                        | 1515-1699         | 82 × 67 cm       | olio su tela                      |               | copia del dipinto di Raffaello oggi al Louvre di Parigi                                                                                          |
|                                    | Madonna con Bambino                                                                | Anonimo cremonese sec. XVI                    | 1500-1599         |                  | olio su tavola                    |               | |
|                                    | Ritratto di giovane gentildonna                                                    | Sofonisba Anguissola                          | 1550-1555         | 110 × 85 cm      | olio su tavola                    |               | |
|                                    | Ritratto di prelato a trent'anni                                                   | Antonio Campi                                 | 1550-1591         | 90,5 × 76 cm     | olio su tela                      | GS 182        | |
|                                    | Ritratto di gentildonna                                                            | Maestro del Monte di Pietà                    | 1520-1550         | 49 × 37,5 cm     | olio su tela                      |               | |
|                                    | San Girolamo                                                                       | Guido Reni (attribuito a)                     | 1590-1610         | 73,5 × 59 cm     | olio su tela                      | GS 46         | |
|                                    | Evangelista                                                                        | Guido Reni                                    | 1620-1675         |                  | olio su tela                      |               | |
|                                    | Sacra Famiglia                                                                     | Anonimo sec. XVI                              | 1525-1549         |                  | olio su tavola                    |               | copia del dipinto di Andrea del Sarto nella chiesa della Santissima Annunziata di Firenze                                                        |
|                                    | Paesaggio con caccia al cinghiale                                                  | Niccolò dell'Abate                            | 1550-1560         | 151 × 183 cm     | olio su tela                      |               | |
|                                    | Cristo portacroce                                                                  | Girolamo Marchesi                             | 1520-1525         | 52,5 × 40,5 cm   | tempera su tela                   | GS 63         | |
|                                    | Ritratto di astronomo                                                              | Prospero Fontana                              | 1565              | 100,3 × 82,3 cm  | olio su tela                      | GS 64         | |
|                                    | Visitazione                                                                        | Andrea del Sarto                              | 1524-1531         | 67 × 89 cm       | olio su tavola                    | GS 79         | |
|                                    | Madonna con Bambino e san Giovannino                                               | Sigismondo Foschi                             | 1520-1536         | 81 × 52,7 cm     | olio su tavola                    |               | |
|                                    | Ritratto maschile                                                                  | Lavinia Fontana                               | 1590-1595         | 67 × 55 cm       | olio su tela                      |               | |
|                                    | Botanico                                                                           | Bartolomeo Passerotti                         | 1570 ca.          | 101 × 82,8 cm    | olio su tela                      | GS 164        | |
|                                    | Ritratto di vecchio                                                                | Bartolomeo Passerotti                         | 1570-1575         | 100,7 × 83,1 cm  | olio su tela                      | GS 151        | |
|                                    | Ritratto di musicista                                                              | Johannes Stephan van Calcar                   | 1520-1550         | 110,7 × 87,4 cm  | olio su tela                      | GS 142        | |
|                                    | Cleopatra                                                                          | Lavinia Fontana                               | 1580 ca.          | 87,3 × 71 cm     | olio su tela                      | GS 245        | |
|                                    | David                                                                              | Bartolomeo Passerotti                         | 1570 ca.          | 113 × 93,7 cm    | olio su tela                      | GS 6          | |
|                                    | Ritratto di gentiluomo                                                             | Leandro Bassano                               | 1570-1590         | 98,5 × 87,3 cm   | olio su tela                      | GS 139        | |
|                                    | Ritratto di gentildonna                                                            | Anonimo ferrarese sec. XVI                    | 1500-1599         | 78 × 60,5 cm     | olio su tela                      | GS 94         | |
|                                    | Ritratto di musicista (Battista Ceciliano?)                                        | Tiziano                                       | 1514 ca.          | 99 × 81,8 cm     | olio su tela                      | GS 153        | |
|                                    | Ritratto di papa Paolo III Farnese                                                 | Scipione Pulzone (attribuito a)               | 1575-1599         | 119 × 95,7 cm    | olio su tela                      | GS 195        | già in collezione Veralli; copia del dipinto di Tiziano oggi al Museo di Capodimonte di Napoli                                                   |
|                                    | Madonna con Bambino                                                                | Artemisia Gentileschi                         | 1613-1614         | 116,5 × 86,5 cm  | olio su tela                      |               | già in collezione Veralli |
|                                    | Giudizio di Paride                                                                 | Anonimo genovese sec. XVI                     | 1550              | 118 × 190 cm     | olio su tela                      |               | |
|                                    | Santa Cecilia                                                                      | Artemisia Gentileschi                         | 1615-1625         | 108 × 78,5 cm    | olio su tela                      | GS 216        | già in collezione Veralli |
|                                    | Cristo caccia i mercanti dal Tempio                                                | Jacopo Bassano (cerchia di)                   | 1570-1649         |                  |                                   |               | in deposito presso i locali del palazzo occupati dal Consiglio di Stato                                                                          |
|                                    | Parabola del ricco Epulone                                                         | Jacopo Bassano (cerchia di)                   | 1570-1649         |                  |                                   |               | in deposito presso i locali del palazzo occupati dal Consiglio di Stato                                                                          |
|                                    | San Girolamo penitente                                                             | Giovanni Battista Crespi                      | 1590-1609         | 65 × 49 cm       | olio su tavola                    | GS 88         | |
|                                    | Compianto sul Cristo morto                                                         | Orazio Borgianni                              | 1615 ca.          | 55 × 77 cm       | olio su tela                      | GS 209        | |
|                                    | David con la testa di Golia                                                        | Orazio Gentileschi                            | 1610-1611         | 173 × 142 cm     | olio su tela                      |               | già in collezione Veralli |
|                                    | Ritratto della marchesa Veralli e di cinque suoi figli                             | Monsù Bernardo                                | 1633-1665         | 138×183 cm       | olio su tela                      | -             | già in collezione Veralli |
|                                    | Penitenza del figliol prodigo                                                      | Angelo Caroselli                              | 1600-1652         | 176 × 208 cm     | olio su tela                      |               | |
|                                    | David con la testa di Golia                                                        | Giovanni Domenico Cerrini                     | 1649              | 202 × 148 cm     | olio su tela                      | GS 5          | |
|                                    | Ritratto di Paolo Spada                                                            | Domenichino (attribuito a)                    | 1615-1618         | 82,7 × 64 cm     | olio su tela                      | GS 48         | |
|                                    | Ritratto del cardinale Bernardino Spada                                            | Giovanni Domenico Cerrini                     | 1653              | 73 × 60 cm       | olio su tela                      | GS 47         | |
|                                    | Madonna con Bambino                                                                | Giovanni Francesco Guerrieri                  | 1608-1610         |                  |                                   |               | |
|                                    | Sacra Famiglia con un pastore                                                      | Anonimo ferrarese sec. XVI                    | 1550 ca.          | 24 × 19,1 cm     | olio su tavola                    | GS 287        | copia del dipinto di Dosso Dossi oggi al Cleveland Museum of Art                                                                                 |
|                                    | Ritratto di Luca Stella, arcivescovo di Zara                                       | Tintoretto                                    | post 1624         | 125 × 99,5 cm    | olio su tela                      | GS 148        | |
|                                    | Lo schiavo di Ripa Grande                                                          | Guido Reni (attribuito a)                     | 1575-1642         | 66,5 × 50,5 cm   | olio su tela                      | GS 90         | |
|                                    | Ritratto maschile                                                                  | Anonimo romano sec. XVII                      | 1630-1640         | 67,2 × 50,4 cm   | olio su tela                      |               | |
|                                    | Giacobbe e Rachele al pozzo                                                        | Anonimo romano sec. XVII                      | 1600-1699         | 73 × 122 cm      | olio su tela                      |               | |
|                                    | Trionfo del nome di Gesù                                                           | Baciccio                                      | 1675-1676         | 179,5 × 120 cm   | olio su tela                      |               | bozzetto dell'affresco della navata della chiesa del Gesù a Roma                                                                                 |
|                                    | Ritratto di sant'Ignazio di Loyola                                                 | Anonimo romano sec. XVII                      | 1600-1699         | 64 × 48 cm       | olio su tela                      | GS 251        | in deposito presso i locali del palazzo occupati dal Consiglio di Stato                                                                          |
|                                    | Ritratto di Pulcheria Maffei Rocci                                                 | Jacob Ferdinand Voet                          | 1660-1689         | 74,2 × 60,6 cm   | olio su tela                      |               | già in collezione Rocci |
|                                    | Figura allegorica femminile                                                        | Giacinto Brandi                               | 1640-1691         | 77 × 62,3 cm     | olio su tela                      |               | |
|                                    | Ritratto di gentildonna (Maria Pulcheria Rocci)                                    | Jacob Ferdinand Voet                          | 1660-1680         | 77 × 63 cm       | olio su tela                      | GS 240        | già in collezione Rocci |
|                                    | Apollo e Dafne                                                                     | Giuseppe Chiari                               | 1700-1705         | 100,8 × 146 cm   | olio su tela                      | GS 229        | |
|                                    | Maria Vergine che cuce assistita da sant'Anna                                      | Anonimo sec. XVII                             | 1610-1620         | 101 × 131 cm     | olio su tela                      |               | copia del dipinto dello Spadarino oggi non rintracciato                                                                                          |
|                                    | Ritratto del cardinale Bernardino Spada                                            | Giovanni Maria Morandi                        | 1640-1717         | 74,5 × 62 cm     | olio su tela                      |               | |
|                                    | Borea rapisce Orizia                                                               | Giovanni Francesco Romanelli                  | 1665 ca.          | 98,5 × 135,2 cm  | olio su tela                      | GS 8          | |
|                                    | Latona trasforma in rane i pastori della Licia                                     | Giuseppe Chiari                               | 1699              | 99,7 × 147,7 cm  | olio su tela                      | GS 116        | |
|                                    | Flagellazione di Cristo                                                            | Carlo Saraceni                                | 1600-1610         | 37,5 × 29 cm     | olio su rame                      |               | replica di un dipinto dello stesso Saraceni oggi non rintracciato                                                                                |
|                                    | Bacco                                                                              | Pier Francesco Mola                           | 1660-1666         | 97,3 × 73,7 cm   | olio su tela                      | GS 119        | |
|                                    | Ritratto di Pompeo Rocci                                                           | Jacob Ferdinand Voet                          | 1660-1680         | 73,5 × 61,8 cm   | olio su tela                      | GS 12         | già in collezione Rocci |
|                                    | Bacco e Arianna                                                                    | Giuseppe Chiari                               | 1695-1699         | 100 × 147 cm     | olio su tela                      | GS 211        | |
|                                    | Mercurio affida Bacco fanciullo alle ninfe del monte Nisa                          | Giuseppe Chiari                               | 1699              | 99 × 148,4 cm    | olio su tela                      | GS 236        | |
|                                    | Allegoria dell'Estate e dell'Autunno                                               | Luigi Garzi                                   | 1700-1721         | 74 × 97,7 cm     | olio su tela                      |               | |
|                                    | Due teste di cherubini                                                             | Spadarino                                     | 1620-1652         | 52,2 × 67,1 cm   | olio su tela                      |               | |
|                                    | Cerere                                                                             | Giuseppe Chiari                               | 1690-1694         | 117 × 92,7 cm    | olio su tela                      |               | |
|                                    | Ritratto di Urbano Rocci                                                           | Jacob Ferdinand Voet                          | 1660-1680         | 77 × 62 cm       | olio su tela                      | GS 7          | già in collezione Rocci |
|                                    | Ritratto di Francesca Rocci                                                        | Jacob Ferdinand Voet                          | 1660-1689         | 74,2 × 60,6 cm   | olio su tela                      |               | già in collezione Rocci |
|                                    | Allegoria della Primavera e dell'Inverno                                           | Luigi Garzi                                   | 1700-1721         | 73,5 × 98,5 cm   | olio su tela                      |               | |
|                                    | Ritratto del cardinale Bernardino Rocci                                            | Jacob Ferdinand Voet                          | 1660-1680         | 73.5 × 61,8 cm   | olio su tela                      | GS 1          | già in collezione Rocci |
|                                    | Cristo e l'adultera                                                                | Anonimo sec. XVI                              | 1525-1599         | 103,5 × 130,5 cm | olio su tela                      | GS 203        | copia del dipinto di Lorenzo Lotto oggi al Louvre di Parigi                                                                                      |
|                                    | Salomone adora gli idoli                                                           | Lazzaro Baldi                                 | 1690- 1699        | 106 × 149 cm     | olio su tela                      | GS 274        | in deposito presso i locali del palazzo occupati dal Consiglio di Stato                                                                          |
|                                    | Giuseppe riconosciuto dai fratelli                                                 | Ciro Ferri                                    | 1656-1689         |                  | olio su tela                      |               | in deposito presso i locali del palazzo occupati dal Consiglio di Stato                                                                          |
|                                    | Sant'Antonio Abate                                                                 | Filippo Lauri                                 | 1650-1694         | 136,5 × 98,5 cm  | olio su tela                      |               | |
|                                    | Vestali                                                                            | Ciro Ferri                                    | 1666              | 148 × 194,3 cm   | olio su tela                      |               | |
|                                    | Allegoria della Vanità                                                             | Giovanni Andrea Podestà                       | ante 1641         | 63 × 127 cm      | olio su tela                      | GS 99         | |
|                                    | Madonna con Bambino                                                                | Bartolomeo Cavarozzi                          | 1600-1624         | 145,5 × 110,3 cm | olio su tela                      | GS 66         | già in collezione Veralli |
|                                    | Sacra Famiglia                                                                     | Bartolomeo Cavarozzi                          | 1600-1624         | 168,3 × 111 cm   | olio su tela                      | GS 112        | |
|                                    | Madonna orante                                                                     | Anonimo sec. XVII                             | 1650-1699         |                  | olio su tela                      |               | copia dal Sassoferrato |
|                                    | Sacrificio di Ifigenia                                                             | Pietro Testa                                  | 1640-1650         | 149 × 194,5 cm   | olio su tela                      | GS 235        | |
|                                    | Allegoria della Strage degli innocenti                                             | Pietro Testa                                  | 1630-1650         | 123,5 × 173,5 cm | olio su tela                      | GS 186        | |
|                                    | L'imperatore Claudio                                                               | Lazzaro Baldi                                 | ante 1698         | 87 × 62,5 cm     | olio su tela                      | GS 304        | |
|                                    | L'imperatore Domiziano                                                             | Lazzaro Baldi                                 | ante 1698         | 91,5 × 66 cm     | olio su tela                      | GS 302        | |
|                                    | L'imperatore Nerone                                                                | Lazzaro Baldi                                 | ante 1698         | 87,5 × 62,5 cm   | olio su tela                      | GS 306        | |
|                                    | L'imperatore Tiberio                                                               | Lazzaro Baldi                                 | ante 1698         | 87 × 62,5 cm     | olio su tela                      | GS 303        | |
|                                    | L'imperatore Caligola                                                              | Lazzaro Baldi                                 | ante 1698         | 86,5 × 62 cm     | olio su tela                      | GS 301        | |
|                                    | L'imperatore Vespasiano                                                            | Lazzaro Baldi                                 | ante 1698         | 91,5 × 64,5 cm   | olio su tela                      | GS 305        | |
|                                    | Ingresso di un poeta nel Parnaso                                                   | Lazzaro Baldi                                 | 1650-1703         | 74 × 136 cm      | olio su tela                      | GS 17         | |
|                                    | Parnaso                                                                            | Lazzaro Baldi                                 | 1650-1703         | 73 × 133,5 cm    | olio su tela                      | GS 23         | |
|                                    | San Giovanni di Dio cura gli appestati                                             | Lazzaro Baldi                                 | 1690-1703         | 97,5 × 74 cm     | olio su tela                      | GS 37         | |
|                                    | San Gaetano Thiene                                                                 | Lazzaro Baldi                                 | 1690-1698         | 98 × 74 cm       | olio su tela                      | GS 42         | |
|                                    | Mercato                                                                            | Willem Reuter                                 | 1660-1681         | 98 × 134 cm      | olio su tela                      |               | |
|                                    | Rivolta di Masaniello                                                              | Viviano Codazzi/Michelangelo Cerquozzi        | 1647-1648         | 96,8 × 134,3 cm  | olio su tela                      | GS 81         | |
|                                    | Sosta di cavalieri                                                                 | Michelangelo Cerquozzi                        | 1645-1655         | 31,5 × 44 cm     | olio su tela                      |               | |
|                                    | Ritratto maschile                                                                  | Anonimo romano sec. XVII                      | 1615-1630         | 176 × 105 cm     | olio su tela                      |               | |
|                                    | Ritratto di Orazio Spada                                                           | Antonino Alberti                              | 1625-1635         | 48,8 × 37,7 cm   | olio su rame                      | GS 279        | |
|                                    | Cristo e l'adultera                                                                | Mattia Preti                                  | 1630-1699         | 106 × 133 cm     | olio su tela                      |               | |
|                                    | Cristo tentato da Satana                                                           | Mattia Preti                                  | 1630-1699         | 105 × 133 cm     | olio su tela                      |               | |
|                                    | Assalto al cascinale                                                               | Pieter van Laer                               | 1625-1639         | 35,5 × 49,5 cm   | olio su tela                      |               | |
|                                    | Assalto nella foresta                                                              | Pieter van Laer                               | 1625-1639         | 35,9 × 49,2 cm   | olio su tela                      |               | |
|                                    | Viandante e pastori                                                                | Michelangelo Cerquozzi                        | 1640-1660         |                  |                                   |               | |
|                                    | San Girolamo                                                                       | Hendrick van Somer                            | 1650-1660         | 103 × 75,8 cm    | olio su tela                      | GS 147        | |
|                                    | Morte di un somaro                                                                 | Michelangelo Cerquozzi                        | 1645-1655         | 31,7 × 43,5 cm   | olio su tela                      |               | |
|                                    | Zingara                                                                            | Michelangelo Cerquozzi                        | 1620-1660         | 47 × 35 cm       | olio su tela                      |               | |
|                                    | Ragazzo con berretto piumato                                                       | Giovanni Lanfranco                            | 1600-1647         | 67,4 × 50 cm     | olio su tela                      |               | |
|                                    | Paesaggio marino                                                                   | Salvator Rosa                                 | 1650-1673         | 37 × 62 cm       | olio su tela                      | GS 140        | |
|                                    | Paesaggio roccioso                                                                 | Salvator Rosa                                 | 1650-1673         | 36,5 × 61 cm     | olio su tela                      | GS 149        | |
|                                    | Ritratto allegorico                                                                | Salvator Rosa (seguace di)                    | 1650-1680         | 49 × 39,5 cm     | olio su tela                      |               | |
|                                    | Paesaggio                                                                          | Bartolomeo Torregiani                         |                   |                  |                                   |               | |
|                                    | Sosta all'osteria                                                                  | Pieter van Laer                               | 1625-1639         | 35,5 × 49,5 cm   | olio su tela                      |               | |
|                                    | Paesaggio notturno                                                                 | Pieter van Laer                               | 1620-1639         | 35,5 × 49,5 cm   | olio su tela                      | GS 225        | |
|                                    | Naufragio                                                                          | Pieter van Laer                               | 1620-1639         | 31,2 × 44,3 cm   | olio su tela                      |               | |
|                                    | San Francesco d'Assisi                                                             | Anonimo romano sec. XVII                      | 1600-1699         |                  | olio su tela                      |               | |
|                                    | Santa Maria Maddalena                                                              | Anonimo romano sec. XVII                      | 1600-1699         |                  | olio su tela                      |               | |
|                                    | Santa Maria Maddalena                                                              | Anonimo romano sec. XVII                      | 1600-1699         |                  | olio su tela                      |               | |
|                                    | Cristo crocifisso con la Madonna, san Giovanni Evangelista e santa Maria Maddalena | Anonimo romano sec. XVII                      | 1600-1699         | 95 × 130 cm      | olio su tela                      | GS 215        | in deposito presso i locali del palazzo occupati dal Consiglio di Stato                                                                          |
|                                    | Cristo e la Samaritana al pozzo                                                    | Baciccio                                      | 1680 ca.          | 73,8 × 60,7 cm   | olio su tela                      |               | |
|                                    | Santa Lucia                                                                        | Francesco Furini                              | post 1630         | 68,5 × 51,8 cm   | olio su tela                      | GS 92         | |
|                                    | Ritratto di giovane                                                                | Annibale Carracci                             | 1590-1595         | 67 × 55 cm       | olio su tela                      | GS 27         | |
|                                    | Ritratto di giovane                                                                | Annibale Carracci                             | 1598-1600         | 49 × 39 cm       | olio su tela                      | GS 27         | |
|                                    | Primavera                                                                          | Carlo Cignani                                 | 1680 ca.          | 115,3 × 92 cm    | olio su tela                      | GS 194        | |
|                                    | Scena di favola                                                                    | Giovanni Andrea Donducci                      | 1600-1610         | 110,5 × 154 cm   | olio su tela                      |               | |
|                                    | Festa campestre                                                                    | Giovanni Andrea Donducci                      | 1600-1610         | 102 × 119,5 cm   | olio su tela                      |               | |
|                                    | Sacra Famiglia                                                                     | Simone Cantarini                              | 1630-1648         | 104 × 94,5 cm    | olio su tela                      | GS 102        | |
|                                    | Soldati in marcia                                                                  | Giovanni Andrea Donducci                      | 1600-1610         | 102 × 120 cm     | olio su tela                      |               | |
|                                    | Matrimonio mistico di santa Caterina d'Alessandria                                 | Giovanni Andrea Donducci                      | 1590-1600         | 71 × 27 cm       | olio su tela                      |               | |
|                                    | Mosè fa scaturire l'acqua dalla roccia                                             | Annibale Castelli                             | 1590-1610         | 102 × 125 cm     | olio su tela                      |               | |
|                                    | Cavalcata al guado                                                                 | Giovanni Andrea Donducci                      | 1600-1610         | 110,5 × 154 cm   | olio su tela                      |               | |
|                                    | Caino uccide Abele                                                                 | Niccolò Tornioli                              | 1648-1651         | 292 × 196 cm     | olio su tela                      | GS 18         | replica del dipinto dello stesso Tornioli nella chiesa di San Paolo Maggiore a Bologna                                                           |
|                                    | Ritratto di giovane donna                                                          | Giusto Suttermans                             | 1640-1699         | 68 × 50,3 cm     | olio su tela                      |               | |
|                                    | Passaggio del mar Rosso                                                            | Annibale Castelli                             | 1590-1610         | 104 × 127 cm     | olio su tela                      |               | |
|                                    | Santa Maria Maddalena penitente (?)                                                | Niccolò Tornioli                              | 1649-1651         | 126 × 176 cm     | olio su tela                      |               | |
|                                    | Sacra Famiglia                                                                     | Niccolò Tornioli                              | ante 1643         | 78 cm diam.      | olio su tela tonda                | GS 3          | |
|                                    | Gli Astronomi                                                                      | Niccolò Tornioli                              | 1615-1645         | 148 × 218,5 cm   | olio su tela                      | GS 269        | |
|                                    | Sacrificio di Ifigenia (o Mirtillo)                                                | Niccolò Tornioli                              | 1645-1647         | 247,3 × 172 cm   | olio su tela                      | GS 55         | |
|                                    | Madonna con Bambino e angelo                                                       | Niccolò Tornioli                              | 1625-1645         | 131 × 99,5 cm    | olio su tela                      |               | |
|                                    | Carità romana                                                                      | Niccolò Tornioli                              | 1643              | 132 × 99 cm      | olio su tela                      | GS 150        | |
|                                    | Cristo caccia i mercanti dal Tempio                                                | Niccolò Tornioli                              | 1645-1651         | 153 × 198 cm     | olio su tela                      |               | |
|                                    | Natività di Gesù                                                                   | Anonimo fiorentino sec. XVII                  | 1600-1649         | 121 × 187 cm     | olio su tela                      |               | |
|                                    | Colonnato con figure                                                               | Viviano Codazzi/Michelangelo Cerquozzi        | post 1647         | 97,8 × 73 cm     | olio su tela                      |               | |
|                                    | Rovine                                                                             | Viviano Codazzi/Michelangelo Cerquozzi        | 1625-1660         | 99,7 × 74,2 cm   | olio su tela                      |               | |
|                                    | Paesaggio con rovine                                                               | Domenico Roberti                              | 1703              | 62 × 74 cm       | olio su tela                      | GS 284        | |
|                                    | Paesaggio con figure                                                               | Anonimo                                       | 1600-1680         |                  | olio su tela                      |               | |
|                                    | Paesaggio con figure                                                               | Anonimo                                       | 1600-1680         |                  | olio su tela                      |               | |
|                                    | Morte di Lucrezia                                                                  | Anonimo sec. XVII                             | 1625-1699         | 234 × 150 cm     | olio su tela                      |               | replica di un dipinto di Guido Reni oggi al Neues Palais di Potsdam                                                                              |
|                                    | Giuditta con la testa di Oloferne                                                  | Guido Reni (copia da)                         | 1625-1630         | 234 × 150,3 cm   | olio su tela                      |               | replica di un dipinto di Guido Reni oggi non rintracciato                                                                                        |
|                                    | Dio Padre benedicente tra cherubini                                                | Marco Palmezzano                              | 1490-1510         | 91 × 183 cm      | olio su tavola a forma di lunetta | GS 159        | |
| Salita di Cristo al monte Calvario | 186 × 184 cm                                                                       | Marco Palmezzano                              | 1490-1510         | olio su tavola   | GS 160                            |               | |
|                                    | Ratto di Europa                                                                    | Francesco Albani (scuola di)                  | 1638-1699         |                  |                                   |               | replica del dipinto dello stesso Albani oggi in Galleria Colonna a Roma; in deposito presso i locali del palazzo occupati dal Consiglio di Stato |
|                                    | Ritratto del cardinale Bernardino Spada                                            | Guido Reni                                    | 1627-1631         | 222 × 147 cm     | olio su tela                      | GS 190        | |
|                                    | Santa Maria Maddalena                                                              | Anonimo sec. XVII                             | 1615-1699         |                  | olio su tavola                    |               | in deposito presso i locali del palazzo occupati dal Consiglio di Stato                                                                          |
|                                    | Ratto di Elena                                                                     | Giacinto Campana con interventi di Guido Reni | 1631 ca.          | 250 × 250 cm     | olio su tela                      | GS 174        | replica del dipinto di Guido Reni oggi al Louvre di Parigi                                                                                       |
|                                    | San Girolamo in preghiera                                                          | Guercino                                      | 1620-1680         |                  | olio su tela                      |               | |
|                                    | Martirio di una santa                                                              | Lucio Massari                                 | 1600-1633         | 35 × 26,5 cm     | olio su rame                      |               | |
|                                    | Santa Maria Maddalena penitente                                                    | Guercino                                      | 1655-1660         | 103,5 × 86 cm    | olio su tela                      |               | |
|                                    | Santa Maria Maddalena                                                              | Giovan Gioseffo Dal Sole                      | 1654-1699         | 40 × 30,3 cm     | olio su rame                      | GS 108        | |
|                                    | Morte di Didone                                                                    | Guercino                                      | 1630-1631         | 237 × 335 cm     | olio su tela                      | GS 135        | |
|                                    | Ritratto del cardinale Bernardino Spada                                            | Guercino                                      | 1631              | 96,8 × 87,8 cm   | olio su tela                      | GS 65         | |
|                                    | San Girolamo (?)                                                                   | Anonimo bolognese del XVII secolo             | 1600-1699         |                  |                                   |               | |
|                                    | Santa Maria Maddalena penitente                                                    | Giovan Gioseffo Dal Sole                      | 1670-1719         |                  |                                   |               | |
|                                    | Ritratto di Angela Mignanelli                                                      | Marco Benefial                                | 1700-1764         |                  | olio su tela                      |               | |
|                                    | Festino di Marcantonio e Cleopatra                                                 | Francesco Trevisani                           | 1678-1717         | 255 × 254 cm     | olio su tela                      | GS 123        | replica del dipinto dello stesso Trevisani oggi agli Uffizi di Firenze                                                                           |
|                                    | Ritratto del cardinale Fabrizio Spada                                              | Sebastiano Ceccarini                          | 1754              | 222 × 147 cm     | olio su tela                      | GS 217        | |
|                                    | Ritratto del cardinale Niccolò Caetani e di un prelato                             | Bartolomeo Cesi                               | 1590 ca.          | 123 × 95,5 cm    | olio su tela                      | GS 78         | |
|                                    | Allegoria della Musica e della Poesia                                              | Sebastiano Conca                              | 1700-1710         | 33,2 × 47 cm     | olio su tela                      | GS 132        | |
|                                    | Allegoria della Pittura e Scultura                                                 | Sebastiano Conca                              | 1700-1710         | 33,2 × 47 cm     | olio su tela                      | GS 122        | |
|                                    | Tempesta marina                                                                    | Renaud de la Montagne                         | 1630-1660         |                  |                                   |               | opera rubata nel 1944 a Civitavecchia |
|                                    | Madonna con Bambino e san Giovannino                                               | Giovanni Battista Bertucci                    | 1500-1516         | 46 × 55 cm       | olio su tavola                    |               | |
|                                    | Borea rapisce Orizia                                                               | Francesco Solimena                            | 1699 ca.          | 101 × 137,7 cm   | olio su tela                      | GS 95         | |
|                                    | Ritratto di Giulia Spada                                                           | Anonimo romano sec. XVIII                     | 1700-1799         |                  | olio su tela                      |               | in deposito presso i locali del palazzo occupati dal Consiglio di Stato                                                                          |
|                                    | Veduta di Roma con la chiesa di S. Pietro in Montorio                              | Hendrik Frans van Lint                        | 1711              | 23 × 27,8 cm     | olio su tela                      |               | |
|                                    | Paesaggio con borgo e pastori                                                      | Hendrik Frans van Lint                        | 1712              | 23 × 27,5 cm     | olio su tela                      | GS 166        | |
|                                    | Estasi di san Francesco d'Assisi                                                   | Anonimo romano sec. XVIII                     | 1700-1799         |                  | olio su tela                      |               | |
|                                    | Paesaggio con mulini a vento                                                       | Jan Brueghel il Vecchio                       | 1607              | 30,3 × 47,4 cm   | olio su tela                      | GS 126        | |
|                                    | Paesaggio con borgo e figure                                                       | Hendrik Frans van Lint                        | 1712              | 19 × 27,8 cm     | olio su rame                      |               | |
|                                    | Paesaggio costiero con promontorio                                                 | Hendrik Frans van Lint                        | 1712              | 19 × 28 cm       | olio su rame                      |               | |
|                                    | Morte di Marcantonio                                                               | Domenico Maria Muratori                       | 1702              | 106,5 × 149 cm   | olio su tela                      | GS 28         | |
|                                    | Morte di Cleopatra                                                                 | Domenico Maria Muratori                       | 1706              | 106,5 × 149 cm   | olio su tela                      | GS 29         | |
|                                    | Allegoria del Sonno                                                                | Anonimo sec. XVII                             | 1640-1650         |                  |                                   |               | |
|                                    | Paesaggio con città fortificata e viandanti                                        | Gaspard Dughet                                | 1660-1664         | 49,5 × 66 cm     | olio su tela                      |               | |
|                                    | Paesaggio con edificio fortificato e pastori                                       | Gaspard Dughet                                | 1670-1675         | 38 × 49 cm       | olio su tela                      | GS 193        | |
|                                    | Campo di battaglia dopo il combattimento                                           | Jacques Courtois                              | 1700-1724         | 43,5 × 32,5 cm   | olio su tela                      |               | |
|                                    | Combattimento tra cavalieri                                                        | Jacques Courtois                              | 1650-1676         | 45 × 74 cm       | olio su tela                      | GS 143        | |
|                                    | Combattimento tra cavalieri                                                        | Jacques Courtois                              | 1650-1676         | 48 × 74,5 cm     | olio su tela                      |               | |
|                                    | Giosuè ferma il sole                                                               | Jacques Courtois                              | 1650-1670         | 51 × 67,2 cm     | olio su tela                      |               | |
|                                    | Combattimento tra cavalieri turchi e cristiani                                     | Jacques Courtois                              | 1700-1724         | 43,5 × 32,5 cm   | olio su tela                      |               | |
|                                    | Battaglia tra cavalieri turchi e cristiani                                         | Jacques Courtois                              | 1650-1670         | 51 × 67,2 cm     | olio su tela                      |               | |
|                                    | Scena di battaglia                                                                 | Jacques Courtois                              | 1650-1676         | 75 × 136,7 cm    | olio su tela                      |               | |
|                                    | Scena di battaglia                                                                 | Jacques Courtois                              | 1650-1676         | 76 × 137 cm      | olio su tela                      |               | |
|                                    | Sosta di soldati                                                                   | Pietro Montanini                              | 1650-1689         | 34 × 66 cm       | olio su tela                      | GS 178        | |
|                                    | Natura morta con frutta, putti alati e tartaruga                                   | Onofrio Loth / Sebastiano Conca               | 1714              | 247 × 172 cm     | olio su tela                      |               | |
|                                    | Natura morta con frutta, erma, putti alati con fucile e cane                       | Onofrio Loth / Sebastiano Conca               | 1714              | 249 × 173 cm     | olio su tela                      | GS 39         | |
|                                    | Scena di battaglia                                                                 | Pietro Montanini                              | 1650-1689         | 34 × 65,8 cm     | olio su tela                      | GS 176        | |
|                                    | Natura morta con uva e pesche                                                      | Bartolomeo Castelli il Giovane                | 1715-1725         | 13 × 29,2 cm     | olio su tela                      |               | |
|                                    | Natura morta con cocomero, uva e pesche                                            | Bartolomeo Castelli il Giovane                | 1715-1725         | 13 × 29,3 cm     | olio su tela                      |               | |
|                                    | Natura morta con frutta e zucche                                                   | Bartolomeo Castelli il Giovane                | 1715-1725         | 13 × 29,5 cm     | olio su tela                      |               | |
|                                    | Natura morta con fruttiera di uva, mele e fichi                                    | Bartolomeo Castelli il Giovane                | 1715-1725         | 12,8 × 29,5 cm   | olio su tela                      |               | |
|                                    | Sottobosco con fiori, piante, farfalle e rettili                                   | Matthias Withoos                              | 1648-1660         | 65,7 × 49 cm     | olio su tela                      |               | |
|                                    | Sottobosco con fiori, piante e insetti                                             | Matthias Withoos                              | 1648-1660         | 65,7 × 48,8 cm   | olio su tela                      |               | |
|                                    | Tasso, porcellini d'India e scoiattolo                                             | David Teniers III                             | 1670-1680         | 80,5 × 100 cm    | olio su tela                      |               | |
|                                    | Airone e anatre in uno stagno                                                      | David Teniers III                             | 1670-1680         | 80,7 × 99,6 cm   | olio su tela                      |               | |
|                                    | Natura morta con candela                                                           | Lubin Baugin                                  | 1630 ca.          | 47,3 × 65 cm     | olio su tavola                    | GS 69         | |
|                                    | Cattura di Cristo                                                                  | Trophime Bigot                                | 1620-1634         | 108,5 × 147 cm   | olio su tela                      |               | |
|                                    | David con la testa di Golia                                                        | Nicolas Régnier                               | 1620-1625         | 132 × 99 cm      | olio su tela                      | GS 161        | già in collezione Veralli |
|                                    | Paesaggio con case rustiche e figliol prodigo (?)                                  | Anonimo sec. XVII                             | 1600-1699         | 77 × 92 cm       | olio su tela                      |               | copia dall'incisione di Abraham Bloemaert o Pieter Jansz Saenredam                                                                               |
|                                    | Ritratto del cardinale Girolamo Veralli                                            | Anonimo sec. XVI                              | post 1549         | 98,5 × 88 cm     | olio su tela                      | GS 162        | già in collezione Veralli |
|                                    | Ritratto del cardinale Benedetto Naro Patrizi                                      | Vincenzo Camuccini                            | 1825-1830         | 80,5 × 67,2 cm   | olio su tela                      | GS 10         | |
|                                    | San Giovanni Evangelista                                                           | Nicolas Tournier                              | 1620-1630         | 115 × 83 cm      | olio su tela                      |               | |
|                                    | Ritratto di cardinale                                                              | Peter Paul Rubens                             | 1605              | 76 × 55,5 cm     | olio su tela                      | GS 15         | |
|                                    | Cantante e bevitore                                                                | Jan van Bijlert                               | 1623-1671         | 74,3 × 97,2 cm   | olio su tela                      |               | |
|                                    | Ritratto maschile                                                                  | Anonimo romano sec. XVII                      | 1615-1625         | 66,6 × 50,7 cm   | olio su tela                      |               | copia da Simon Vouet ? |
|                                    | Salomè con la testa del Battista                                                   | Laura De Dianti                               | 1690-1710         | 29,5 × 21,5 cm   | olio su tela                      |               | |
|                                    | Erodiade con la testa di san Giovanni Battista                                     | Valentin de Boulogne                          | 1620 ca.          | 102 × 72 cm      | olio su tela                      | GS 289        | |
|                                    | Sacra Famiglia con san Giovannino                                                  | Valentin de Boulogne                          | 1625-1630         | 140 × 186 cm     | olio su tela                      | GS 118        | già in collezione Giustiniani |
|                                    | Parata militare                                                                    | Giovanni Reder                                | 1720-1749         | 73,5 × 135 cm    | olio su tela                      |               | |
|                                    | Paesaggio con figure a cavallo                                                     | Giovanni Reder                                | 1720-1760         |                  | olio su tela                      |               | in deposito presso i locali del palazzo occupati dal Consiglio di Stato                                                                          |
|                                    | Festa in maschera                                                                  | Giovanni Reder                                | 1720-1760         |                  | olio su tela                      |               | in deposito presso i locali del palazzo occupati dal Consiglio di Stato                                                                          |
|                                    | Paesaggio roccioso con cascata e pastori                                           | Crescenzio Onofri                             | 1650-1712         | 48 × 65 cm       | olio su tela                      |               | |
|                                    | Paesaggio con montagne, borgo e pastori                                            | Crescenzio Onofri                             | 1650-1712         | 48 × 65,4 cm     | olio su tela                      |               | |
|                                    | Paesaggio marino                                                                   | Adrien Manglard (cerchia di)                  | XVII-XVIII secolo | 18 × 54 cm       | olio su tela                      | GS 120        | |
|                                    | Paesaggio marino                                                                   | Adrien Manglard (cerchia di)                  | XVII-XVIII secolo | 18 × 54 cm       | olio su tela                      | GS 130        | |

### Antichità
| Immagine | Titolo                                                          | Tecnica e supporto            | Data                                             | Note                                     |
| -------- | --------------------------------------------------------------- | ----------------------------- | ------------------------------------------------ | ---------------------------------------- |
|          | Afrodite                                                        | marmo                         | I secolo d.C.                                    |                                          |
|          | Agrippa                                                         | marmo                         | ultimo quarto del I secolo a.C.                  |                                          |
|          | Altare da pozzo con rilievi neoattici                           |                               |                                                  |                                          |
|          | Apollo                                                          | marmo bianco                  | II secolo d.C.                                   |                                          |
|          | Bassorilievo con Anfione e Zeto                                 | marmo                         | II secolo d.C.                                   | già in palazzo Colonna                   |
|          | Bassorilievo con Bellerofonte abbevera Pegaso                   | marmo                         | II secolo d.C.                                   | già in palazzo Colonna                   |
|          | Bassorilievo con Adone ferito                                   | marmo                         | II secolo d.C.                                   | già in palazzo Colonna                   |
|          | Bassorilievo con Diomede e Ulisse                               | marmo                         | II secolo d.C.                                   | già in palazzo Colonna                   |
|          | Bassorilievo con Paride e la Ninfa Enone                        | marmo                         | II secolo d.C.                                   | già in palazzo Colonna                   |
|          | Bassorilievo con Issifile assiste alla morte di Ofelte          | marmo                         | II secolo d.C.                                   | già in palazzo Colonna                   |
|          | Bassorilievo con Paride e Eros                                  | marmo                         | II secolo d.C.                                   | già in palazzo Colonna                   |
|          | Bassorilievo con Dedalo e Pasifae                               | marmo                         | II secolo d.C.                                   | già in palazzo Colonna                   |
|          | Bassorilievo con Perseo e Andromeda                             |                               |                                                  | calco della scultura ai Musei Capitolini |
|          | Bassorilievo con Endimione                                      |                               |                                                  | calco della scultura ai Musei Capitolini |
|          | Busti di imperatori romani (vari)                               | marmo                         | marmi antichi e pseudo antichi del XVII secolo   |                                          |
|          | Busto di Atleta                                                 | marmo                         | II secolo d.C.                                   |                                          |
|          | Busto di Diana                                                  | marmo bianco                  | II secolo d.C. (con rifacimenti del XVII secolo) |                                          |
|          | Busto di Flora                                                  | marmo                         | II secolo d.C.                                   |                                          |
|          | Cippo funerario Aequisia Martina                                | marmo                         | I-II secolo d.C.                                 |                                          |
|          | Cippo funerario T. Claudia Faustinus                            | marmo                         | I-II secolo d.C.                                 |                                          |
|          | Cupido                                                          | marmo                         | II secolo d.C.                                   |                                          |
|          | Dea dell'Aria                                                   | marmo                         | II-III secolo d.C.                               |                                          |
|          | Diana cacciatrice                                               | marmo                         | II secolo d.C.                                   |                                          |
|          | Ercole                                                          | marmo lunense                 | II-III secolo d.C.                               |                                          |
|          | Faustina maggiore                                               | marmo bianco                  | II secolo d.C.                                   |                                          |
|          | Faustina minore                                                 | marmo bianco                  | II secolo d.C.                                   |                                          |
|          | Filosofo seduto                                                 | marmo                         | I secolo a.C. - II secolo d.C.                   |                                          |
|          | Putto ammantato                                                 | marmo                         | II secolo d.C.                                   |                                          |
|          | Putto con la pelle di leone                                     | marmo                         | I secolo d.C.                                    |                                          |
|          | Putto su cavallo marino                                         | marmo bianco                  | II secolo d.C.                                   |                                          |
|          | Ritratto di fanciullo (vari)                                    | marmo bianco                  | seconda metà del I secolo d.C. - IV secolo d.C.  |                                          |
|          | Ritratto femminile (vari)                                       | marmo bianco                  | seconda metà del I secolo d.C. - IV secolo d.C.  |                                          |
|          | Sarcofago romano                                                | marmo                         | III secolo d.C.                                  |                                          |
|          | Trapezofori figurati (×2)                                       | marmo bianco e marmo africano | II secolo d.C.                                   |                                          |
|          | Trapezoforo con altorilievi di un Satiro e della Vittoria alata | marmo                         | I secolo d.C.                                    |                                          |